# Elaphropeza pollicata
Elaphropeza pollicata är en tvåvingeart som beskrevs av Quate 1960. Elaphropeza pollicata ingår i släktet Elaphropeza och familjen puckeldansflugor. Inga underarter finns listade i Catalogue of Life.